# Голантарктическое флористическое царство
Голантаркти́ческое флористи́ческое ца́рство (в некоторых источниках называется Южное флористическое царство) объединяет несколько удалённых друг от друга флористических областей земного шара и охватывает Новую Зеландию с примыкающими к ней островами, крайний юг Южной Америки, субантарктические острова и Антарктиду. Ранее в Южное царство также включался материк Австралия с островом Тасмания.

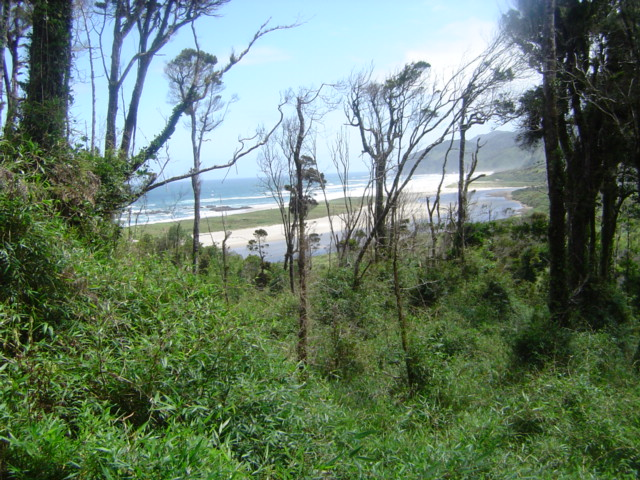
Экстоксикон пятнистый (Aextoxicon punctatum)

Голантарктическое царство — флористически наименее богатое из всех, тем не менее, характеризуется достаточно большим родовым и видовым эндемизмом. Оно насчитывает 10 эндемичных семейств: Лакторисовые (Lactoridaceae), Гомортеговые (Gomortegaceae), Гекторелловые (Hectorellaceae), Галофитовые (Halophytaceae), Francoaceae, Экстоксиковые (Aextoxicaceae), Tribelaceae, Гризелиниевые (Griseliniaceae), Мизодендровые (Misodendraceae) и Альсевосмиевые (Alseuosmiaceae).
Несмотря на значительную удалённость областей друг от друга, они имеют ряд общих родов и видов; разорванный ареал их свидетельствует, тем не менее, об общности происхождения. К эндемичным для этого царства родам относятся, например, Лаурелия (Laurelia), Колобантус (Colobanthus), Эукрифия (Eucryphia), Азорелла (Azorela), Псевдопанакс (Pseudopanax), Тетрахондра (Tetrachondra), Селлера (Sellera), Ростковия (Rostkovia).

## Подразделения
А. Л. Тахтаджян в работе «Флористические области Земли» подразделяет Голантарктическое царство на 4 флористических области:
1. Хуан-Фернандесская область — острова Хуан-Фернандес и Ислас-Десвентурадас у западного побережья Южной Америки.
2. Чилийско-Патагонская область включает в себя внетропические территории Южной Америки южнее примерно 30 ° ю. ш., а также прилегающие острова и часть Антарктического полуострова.
3. Область субантарктических островов объединяет острова Тристан-да-Кунья, Принс-Эдуард, Кергелен и несколько более мелких.
4. В Новозеландскую область, помимо самой Новой Зеландии, входят также острова к северо-востоку, северо-западу и к югу от неё.